# 愛の嵐 (山口百恵の曲)
「愛の嵐」（あいのあらし）は、1979年6月1日にリリースされた山口百恵の26枚目のシングルである。発売元はCBSソニー。

## 概要
表題曲は ″女の嫉妬″ をテーマにした楽曲。百恵本人の自著「蒼い時」では、「もし私が『愛の嵐』のような女性だったとして想像の範囲で言ってみたら、私はおそらく自分の夫を許さないだろう。裏切りを知った瞬間から、嫌悪感が満ちあふれ、まず体に触れられることすら拒否してしまうだろう。私に関する限り、嫉妬心は恋愛の気付け薬にはならない。毒を含んだ危険な感情なのである」と記載されている。
ハードなロック調の曲となっており、1975年に日本で公開されたイタリア映画『愛の嵐 (映画)』（リリアーナ・カヴァーニ監督作品）をヒントに制作されている。本人が出演するトヨタ自動車の「ターセル」および「コルサ」のCMソングにも使用された。
2005年に三原じゅん子が、トリビュート・アルバム「山口百恵トリビュート Thank You For…part2」でカバーしている。
B面曲「シニカル」は、百恵の楽曲では珍しくレゲエのリズムが取り入れられている。

## 収録曲
| 全作詞: 阿木燿子、全作曲: 宇崎竜童、全編曲: 萩田光雄。 |              |          |            |      |
| #                                                      | タイトル     | 作詞     | 作曲・編曲 | 時間 |
| 1.                                                     | 「愛の嵐」   | 阿木燿子 | 宇崎竜童   | 3:59 |
| 2.                                                     | 「シニカル」 | 阿木燿子 | 宇崎竜童   | 4:35 |
| 合計時間:                                              | 合計時間:    | 8:34     |            |      |

## 品番
- 1979年6月1日 - EP: 06SH 529（シングル）
- 1989年3月21日 - 8cmCD: 10EH 3185（「Platinum Single SERIES」 片面: 美・サイレント）
- 2004年7月22日 - 8cmCD: MHCL 10046（オリジナル・カラオケ、「L.A. Blue」 初回紙ジャケ仕様盤）

## 関連作品
愛の嵐
- 春告鳥
- 33 SINGLES MOMOE
- 百恵復活
- 百惠辞典
- ベスト・セレクション Vol.2
- GOLDEN☆BEST 山口百恵 PLAYBACK MOMOE part2
- MOMOE PREMIUM
- 山口百恵ベスト・コレクション VOL.2
- Complete MOMOE PREMIUM
- コンプリート百恵伝説
- GOLDEN☆BEST 山口百恵 コンプリート・シングルコレクション

愛の嵐（ライブ音源）
- 山口百恵リサイタル -愛が詩にかわる時-
- 伝説から神話へ -BUDOKAN…AT LAST-
- MOMOE LIVE PREMIUM

愛の嵐（ニューアレンジ＆ボーカル別テイク）
- 歌い継がれてゆく歌のように -百恵回帰II-
- コンプリート百恵回帰

シニカル
- 百惠辞典
- MOMOE PREMIUM update
- Complete MOMOE PREMIUM

## 参考資料
- 川瀬泰雄『プレイバック 制作ディレクター回想記』学研マーケティング、2011年2月。ISBN 978-4054047259。